# 古代古シベリア人

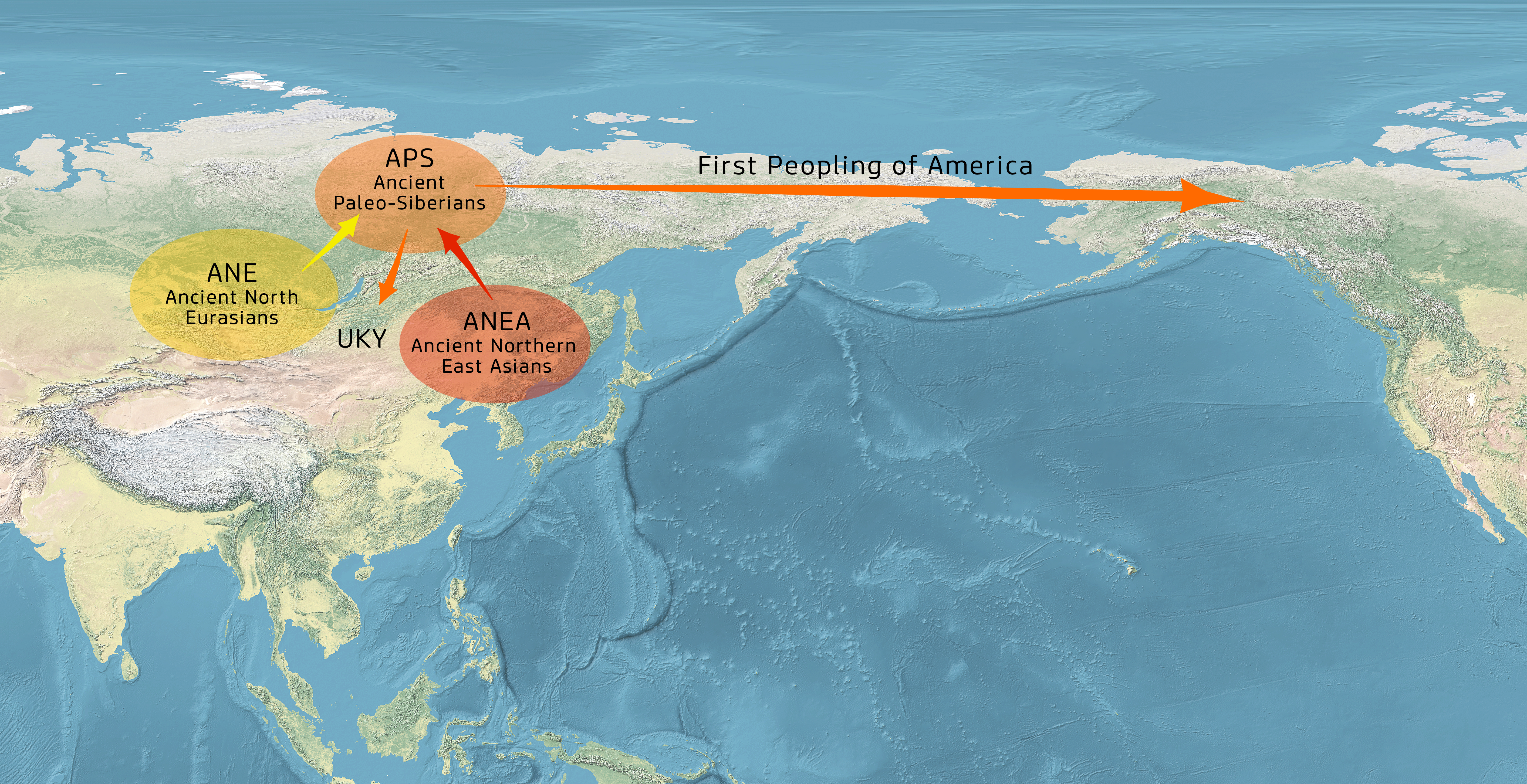
古代古シベリア人は 古代北ユーラシア人)、そして古代北部東アジア人 (ANEA,)から形成され、,アメリカ大陸への移住の第一波と密接に関係している。

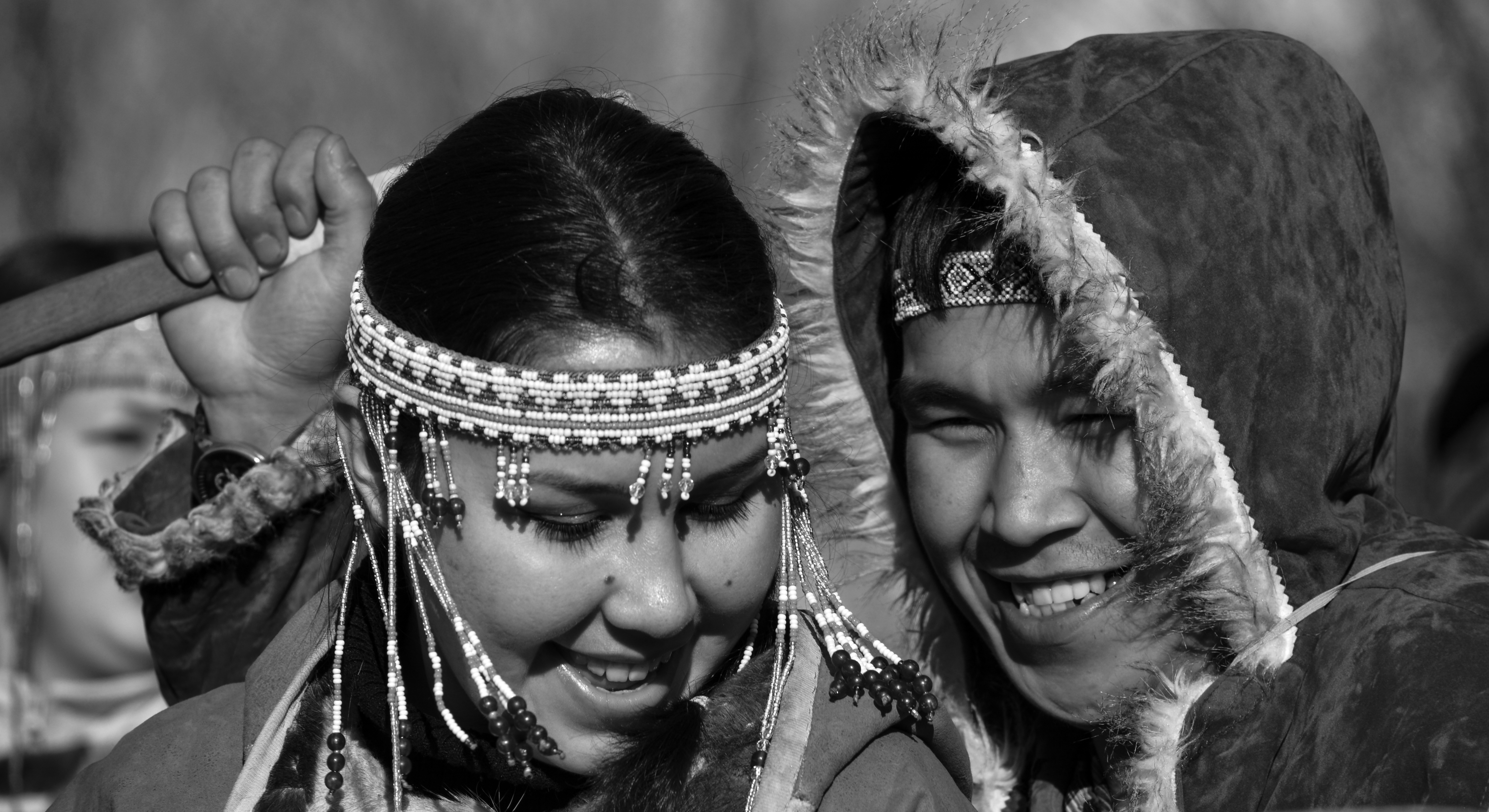
コリャーク人は古代古シベリア人と密接に関係している。

考古遺伝学では、古代古シベリア人（Ancient Paleo Siberian:APS）または古シベリア人（Paleo Siberian:PS）という用語は、シベリア北部および北東部における、現在より1万5千〜1万年前の狩猟採集民の系統を表す祖先構成要素に与えられる名称である。古代シベリア人は古代の東アジア人の系譜から生まれたと考えられており、その系譜は2万6千yaから3万6千yaの間に他の東アジアの集団から分岐し、その後2万yaから2万5千yaの間に古代北ユーラシア人（ANE）と接触し融合したと考えられている。古シベリア人における東アジア成分の源は、AR19KやAR14Kのような13,000年以上前のアムール川地方の古代北東アジアの集団に最もよく代表される、そしてそれは悪魔の門洞窟などの古代北東アジア人の標本よりも前である。

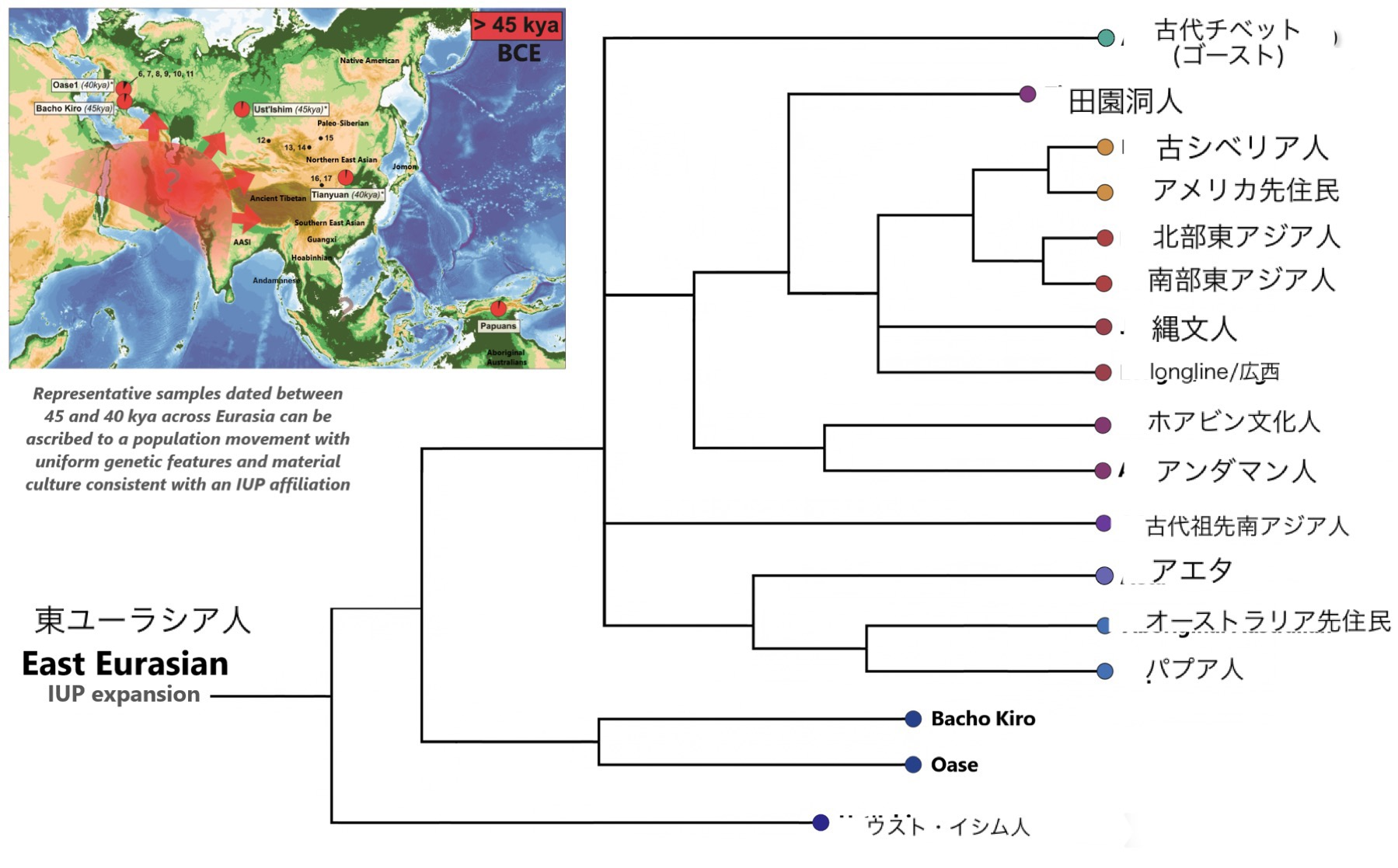
他の東ユーラシア人における古シベリア系統の系統学的位置づけ

古シベリア人は主に2つの人類考古学的標本によって定義される：南シベリアのバイカル湖近くで発見された14,000年前のウスト・キャッタ（英語: Ust-Kyakhta）考古学的出土物Ust-Kyakhta-3(UKY)個体と、北東シベリアで発見された9-10,000年前のKolyma_M個体である。具体的には、バイカル湖のUst'Kyakhta-3（UKY）標本（14,050-13,770 BP）は、30％のANEの祖先と70％の東アジアの祖先が混在していた。
技術的には、古シベリア人は細石刃技術と最終氷期極大期後のマンモス狩りに関連している。
彼らは後に新シベリア人の波に大きく置換されてしまい、それはユカギール人やウラル語族の話者の拡散と関連しているかもしれない。
古代古シベリア人は、コリャーク人のような現代のシベリア北東部のコミュニティや、アメリカ大陸の先住民族と密接な関係がある。